# Ymonville
Ymonville – miejscowość i gmina we Francji, w Regionie Centralnym, w departamencie Eure-et-Loir.
Według danych na rok 1990 gminę zamieszkiwało 460 osób, a gęstość zaludnienia wynosiła 22 osoby/km² (wśród 1842 gmin Regionu Centralnego Ymonville plasuje się na 709. miejscu pod względem liczby ludności, natomiast pod względem powierzchni na miejscu 626.).